# Iris West Allen
Iris West Allen (pełne nazwisko Iris Ann Russell West Allen) – fikcyjna postać występująca w komiksach z udziałem postaci Flasha, wydawanych przez DC Comics. Autorami postaci są Robert Kanigher, Carmine Infantino i Joe Kubert. Pierwszy raz pojawiła się w komiksie Showcase vol. 1 #4 (październik 1956). Jest żoną drugiego Flasha – Barry’ego Allena, ciotką trzeciego Flasha (Wally West) i babką czwartego (Bart Allen).
Postać Iris West gościła również w kilku adaptacjach przygód Flasha. W serialu telewizyjnym Flash (The Flash) z lat 90. XX wieku w jej postać wcieliła się aktorka Paula Marshall. W najnowszym, emitowanym od 2014 roku serialu telewizyjnym o przygodach superbohatera  Flash (The Flash) nową odtwórczynią roli Iris została Candice Patton.